# Acuerdo de Viernes Santo
El Acuerdo de Viernes Santo (en inglés: «Good Friday Agreement»), también llamado Acuerdo de Belfast, fue firmado en Belfast, Irlanda del Norte, el Viernes Santo de 1998 (10 de abril) por los gobiernos británico e irlandés y aceptado por la mayoría de los partidos políticos norirlandeses, para poner fin al Conflicto de Irlanda del Norte. También fue aprobado por el pueblo de Irlanda del Norte y la República de Irlanda mediante un referéndum en cada lugar.

## Principales protagonistas

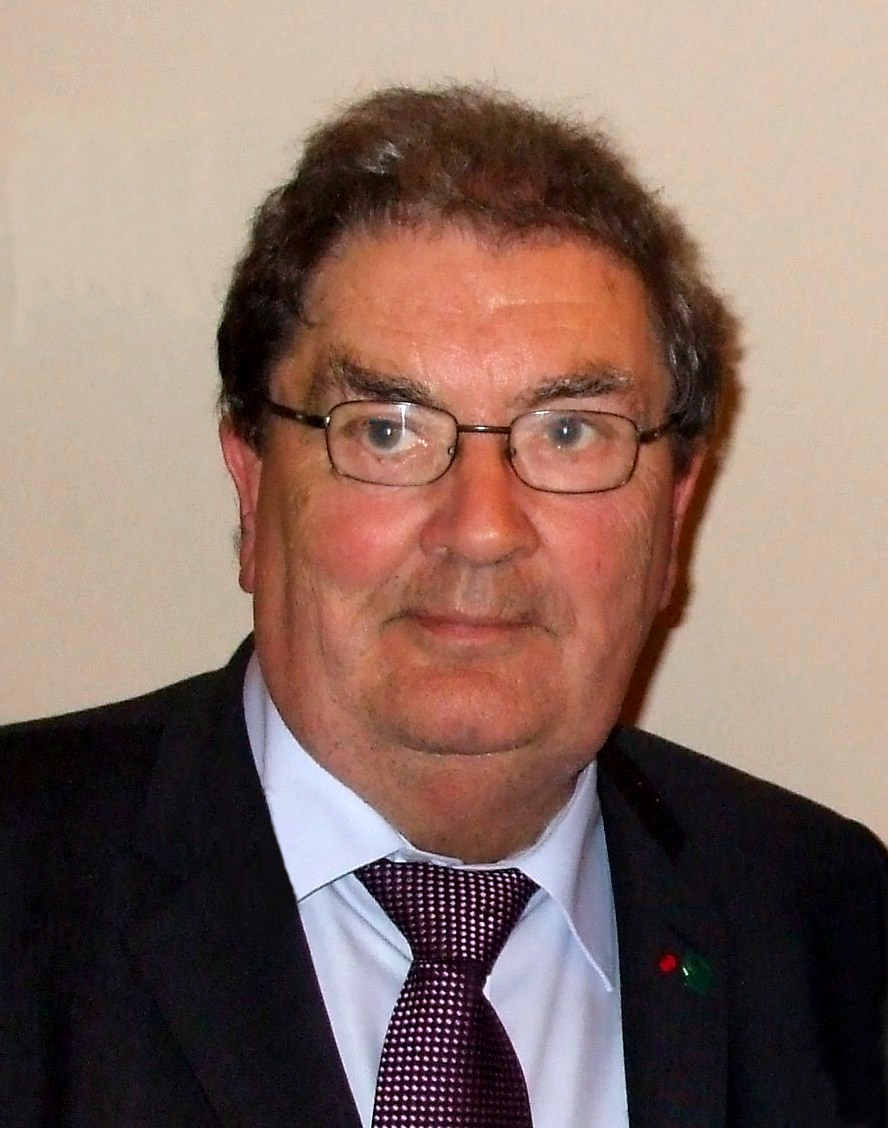
John Hume, fotografiado en 2008.

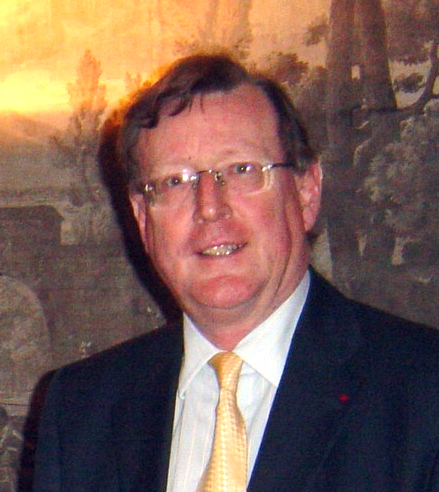
David Trimble, en 2007. Junto con John Hume, recibió el Premio Nobel de la Paz de 1998, "por sus esfuerzos para encontrar una solución pacífica al conflicto en Irlanda del Norte".

En el proceso de negociación previo al acuerdo, y en la firma del mismo, fueron protagonistas los políticos y mediadores:
- Tony Blair, primer ministro británico de la época, aceptó la interlocución con el Sinn Féin (partido político próximo al IRA) sin romper con los unionistas del Úlster.
- John Bruton[2]  y Bertie Ahern, primeros ministros de la República de Irlanda.
- David Trimble, líder del Partido Unionista del Úlster (UUP), fuerza política principal de Irlanda del Norte, enfrentó una dura oposición en sus filas a las concesiones que supondría la firma del Acuerdo.
- Gerry Adams, líder del Sinn Féin, primer interlocutor aceptado por los unionistas del brazo político del republicanismo irlandés, tuvo el principal protagonismo en atraer y mantener en los acuerdos de paz a los sectores más radicales del nacionalismo.
- John Hume, líder del católico Partido Socialdemócrata y Laborista, segundo partido en importancia del Úlster, ejerció de mediador durante años e impulsó la participación de los Estados Unidos de América en la búsqueda de la paz.
- George Mitchell, exsenador estadounidense y exasesor del presidente estadounidense Bill Clinton, medió entre las partes, alumbrando posteriormente el llamado "Plan Mitchell", documento base de las últimas negociaciones para llegar al Acuerdo.

## Disposiciones del Acuerdo
- Principio de que el estatus constitucional de Irlanda del Norte vendrá determinado por el deseo democrático de las poblaciones de Irlanda del Norte y de la República de Irlanda.
- Compromiso de paz entre los partidos políticos de la región (uso de "medios exclusivamente pacíficos y democráticos").
- Creación de una Asamblea Legislativa de Irlanda del Norte.
- Establecimiento de la regla de la "doble mayoría" (cross-community principle) para las decisiones principales de la Asamblea: esto es, que han de ser aprobadas tanto por la mayoría de los representantes de la comunidad republicana-católica como de la unionista-protestante.
- Formación de un Ejecutivo de Irlanda del Norte por un sistema de "poder compartido", usando el método d'Hondt para repartir Ministerios proporcionalmente a la fuerza electoral de los diferentes partidos.
- Establecimiento de un Consejo Británico-Irlandés con representantes de todos los lugares de las islas británicas.
- Desaparición de una frontera física entre las dos Irlandas y libre circulación a ambos lados de ellas.
- Desarme de los grupos paramilitares.
- Transformación de la militarizada Policía Real del Úlster en un servicio de policía civil.
- Retirada de las tropas británicas.
- Liberación condicional de los presos paramilitares pertenecientes a las organizaciones que respetasen el alto el fuego.
- Modificación de la reclamación constitucional irlandesa de soberanía sobre Irlanda del Norte.
- Eliminación de la Ley de Gobierno de Irlanda de 1920 por parte del Parlamento Británico, en la que se proclamaba la partición de Irlanda.
- Reconocimiento oficial del idioma irlandés en Irlanda del Norte.
- Creación de la Comisión de Derechos Humanos de Irlanda del Norte.
- Fiijación de un plazo de dos años para la entrega de las armas de todos los grupos paramilitares.
- Introducción de las medidas necesarias para favorecer la igualdad de oportunidades en el acceso a las autoridades públicas de la región.
- Reconocimiento del derecho de nacimiento de los habitantes de Irlanda del Norte de identificarse y ser aceptados como británicos o irlandeses, o ambas cosas a su elección; asimismo, confirmación del derecho de mantener ambas nacionalidades, aceptado por ambos gobiernos, sea cual sea el estatus futuro de la región.
- Acuerdo entre ambos países para referirse a sí mismos con el título de "Reino Unido de Gran Bretaña e Irlanda del Norte" e "Irlanda", sustituyendo los previamente usados "Reino Unido" y "República de Irlanda".

## Referendos de aprobación
En mayo de 1998 se celebraron dos referéndums por separado concernientes al Acuerdo de Belfast. El que se celebró en Irlanda del Norte se refería exclusivamente al Acuerdo, propugnando la aprobación o reprobación del mismo, mientras que la votación en la República de Irlanda se refería a la aprobación de la necesaria reforma para adecuar la Constitución irlandesa en línea con el Acuerdo. Para ello habían de reformarse los artículos 2 y 3 de dicho texto para eliminar la reclamación territorial que en ellos se hacía del Úlster.
El resultado de ambos fue una amplia mayoría en apoyo del Acuerdo, tal y como se muestra en la siguiente tabla:
|                      | Índice de participación | Sí                 | No               | Totales          |
| -------------------- | ----------------------- | ------------------ | ---------------- | ---------------- |
| Irlanda del Norte    | 81%                     | 676.966 (71,12%)   | 274.879 (28,88%) | 951.845 (100%)   |
| República de Irlanda | 56%                     | 1.442.583 (94,39%) | 85.748 (5,61%)   | 1.528.331 (100%) |

## Resultados del Acuerdo
Con los años, el acuerdo se ha revelado como de relativo éxito, habiendo contribuido a la paz y estabilidad en la región.
El 28 de julio de 2005, el IRA Provisional anunció el cese de la lucha armada. Oficialmente, el IRA se consideró desmantelado el 3 de septiembre de 2008, cuando su Consejo Armado ya no estaba operativo, según informó la Comisión Independiente de Control, añadiendo que no existía una estructura de líderes capaz de organizarse.